# 斎藤統
斎藤 統（さいとう おさむ、1949年3月2日 - ）は、パリを拠点とする日本人実業家。日本でも書籍を出版。

## 概要
1980年（昭和55年）、ヨウジヤマモト社の要請により同社のフランス支社であるYohji Europe（ヨウジ ヨーロッパ）社を設立し、同ブランドのヨーロッパ・アメリカ進出を手掛ける。
ヨウジヤマモト社はこの海外進出の成功により「世界のヨウジ ヤマモト」としての地位を確固たるものとした。
以降15年間同社社長を務めた後、1997年にはイギリスのラグジュアリーブランド「JOSEPH（ジョセフ）」に日本進出における総責任者として招聘され、JOSEPH Japon（ジョセフ・ジャポン）社社長に就任。全国の百貨店を中心にブランドを展開し、近年のヨーロピアン・ラグジュアリーブランドブームの立役者となる。
2007年にはイッセイミヤケ社のフランス支社であるISSEY MIYAKE EUROPE（イッセイミヤケ・ヨーロッパ）社の招聘を受け、同社社長に就任。
またメンズプレタポルテのサロンを主催するCasabo（カサボ）社 社長などを歴任する一方で、日仏企業や学校との情報交換・提携推進に尽力し、フランスIFM(Institut Francais de la Mode）及び日本IFI（Institute for the Fashion Industries）間の橋渡しを行い、研修制度の導入を実現。自ら講師も務める。
更に、フランスのアタッシェ・ド・プレス養成校であるエファップ（EFAP:'Ecole francais des attach' es de presse）の日本校設立にも携わり、教育・文化事業も手掛ける。
その他にも、ファッション・ショールームの新スタイル創設とクリエイター・デザイナー達への支援を行うNo Season（ノーシーズン）社 社長、日仏企業間のコンサルティングを行う Asian European Consulting Company の創設者かつ社長でもある。
ヨーロッパのファッション及び文化に対する多大な功績が認められ、2008年5月にフランス芸術文化勲章を授与される。

## 経歴
- 1973年（昭和48年）、専修大学卒業後、リヨン大学留学のため渡仏。
- 1978年（昭和53年）、日仏間の情報交換を主な業務とするSaveline（サブリンヌ）社を設立、同社社長に就任。
- 1980年（昭和55年）、ヨウジヤマモト社のフランス支社であるYohji Europe（ヨウジ ヨーロッパ）社社長に就任。同時期にヨウジ ヤマモトUK、ヨウジ ヤマモトUSA、ヨウジ ヤマモト ジャポンの各社社長も兼任する。
- 1994年（平成6年）、ヨウジヤマモト社社長を退任。
- 1996年（平成8年）、Exil S.A.（エグジル）社社長に就任。マルセル・マロンジュ（デザイナー）とそのブランドのプロモーションを行う。
- 1997年（平成9年）、JOSEPH Japon（ジョセフ・ジャポン）社社長に就任。
- 1998年（平成10年）、Casabo（カサボ）社社長に就任。メンズプレタポルテのサロンを主宰。
- 2000年（平成12年）、IFM（フランスモード学院）と日本のIFI（ファッション産業人材育成機構）とのビジネススクール提携（交換留学）を推進する。
- 2002年（平成14年）、Exil S.A.（エグジル）社社長を退任。
- 2003年（平成15年）、Casabo（カサボ）社社長を退任。
- 2005年（平成17年）、JOSEPH Japon（ジョセフ・ジャポン）社社長を退任。
- 2007年（平成19年）、イッセイミヤケ・ヨーロッパ社社長に就任。
- 2008年（平成20年）、フランス政府より芸術文化勲章を授与される。同年、神戸ファッションコンテスト審査委員長に就任。
- 2009年（平成21年）、イッセイミヤケ・ヨーロッパ社社長を退任。
- 2010年（平成22年）、神戸芸術工科大学客員教授に就任。